# Desierto costero del mar Rojo
El desierto costero del mar Rojo es una ecorregión de la ecozona afrotropical, definida por WWF, que se extiende por el norte de la franja costera africana del mar Rojo.

## Descripción
Es una ecorregión de desierto rocoso de 56.300 kilómetros cuadrados de extensión. Ocupa la casi toda la costa egipcia del mar Rojo y la mitad norte de la sudanesa.
La parte egipcia limita al oeste con la ecorregión denominada desierto del Sahara, mientras que la sudanesa lo hace con la estepa y sabana arbolada del Sahara meridional y contiene unos pequeños enclaves de selva montana de Etiopía. Al sur, limita con la sabana de acacias del Sahel.

## Flora
En esta ecorregión sólo sobreviven especies vegetales resistentes a la salinidad y la sequía y, a lo largo de los uadis del interior, algunas especies resistentes de acacia.

## Fauna
Pulpos, tortugas, barracudas, peces aguja, meros, morenas, atunes, hay tiburones blancos, grises, martillos, makos y el tiburón tigre

## Estado de conservación
Vulnerable.